# Mansôa
Mansôa ist eine Stadt in der Region Oio von Guinea-Bissau mit 7996 Einwohnern (Stand 2009). Sie ist Sitz des gleichnamigen Sektors mit einer Fläche von 1097 km² und 56.585 Einwohnern (Stand 2009).

## Geografie
Der Ort liegt auf der Nordseite des gleichnamigen Flusses Rio Mansôa. Die Entfernung über den Fluss bis zu seiner Mündung in den Atlantik bei der Ilha de Pecixe beträgt gut 100 Kilometer.
Mansôa liegt 60 km östlich der Hauptstadt Bissau.

## Einwohner
Die Stadt hatte laut Zensus 2009 genau 7.996 Einwohner, der gesamte Sektor zählte 46.046 Einwohner.
Bedeutendste Ethnie sind hier ganz überwiegend die Balanta.

## Gliederung
Der Sektor Mansôa umfasst gut 150 Ortschaften, überwiegend ländliche Dörfer (Tabancas).
Die Sektorhauptstadt Mansôa ist in acht, mit Untergliederungen 14 Ortsteile (Bairros) gegliedert. Zu den wichtigsten Orten im Sektor zählen außerdem:
- Ansonhe
- Bindur (drei Dörfer)
- Binibaque (drei Dörfer)
- Bissa
- Cubui (zwei Dörfer)
- Cussana (drei Dörfer)
- Cutia de Cima
- Enxalé
- Ga - Mamudo de Cima
- Jugudul
- Porto Gole (hier betrat 1456 der erste Europäer das heutige Guinea-Bissau)
- Sansanto
- Uncome Ndate

## Städtepartnerschaft
- Portugal: Matosinhos (seit 1992)[5]

## Wirtschaft und Infrastruktur

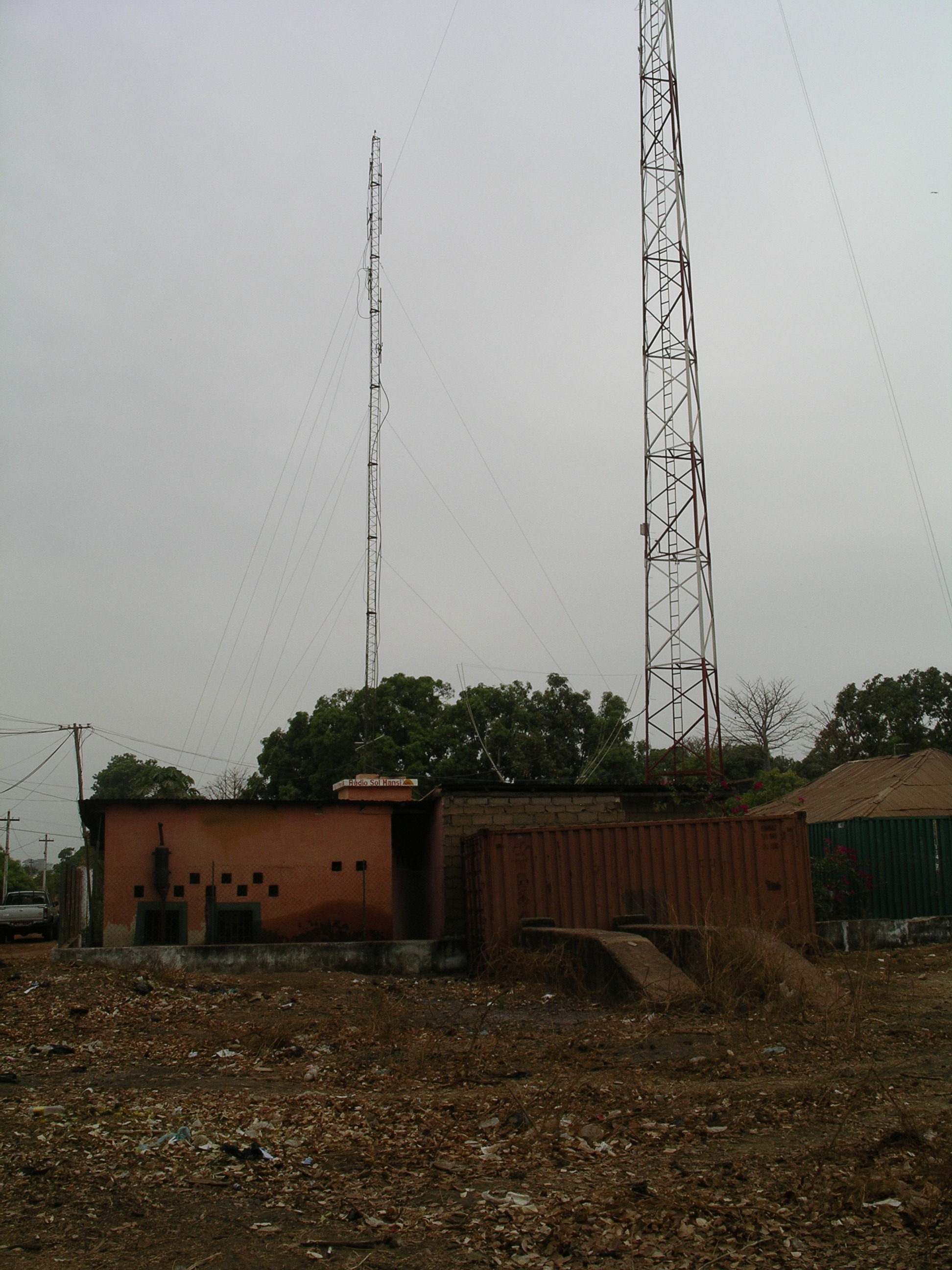
Sendemasten in Mansôa

Der Sektor ist landwirtschaftlich dominiert, wichtigstes Produkt ist Reis. Auch der lokale Handel hat einige Bedeutung.
Zu den bedeutendsten Radiosendern des Landes gehört das hiesige Rádio Sol Mansi, das über eine weite Erreichbarkeit im Land verfügt.
Die Überlandstraße, die Mansôa mit der 60 km westlich gelegenen Hauptstadt Bissau verbindet, führt über die 1964 errichtete, nach 1974 in Ponte Amílcar Cabral umbenannte Brücke.
Die Stadt verfügt über einen Flugplatz mit dem ICAO-Code GGMS.

## Kultur und Sehenswürdigkeiten
Einige koloniale Gebäude überwiegend aus den 1940er Jahren sind hier zu sehen, die sich häufig jedoch in schlechtem Zustand befinden. Dazu zählen das CTT-Postgebäude, der Gouverneurspalast, das Kino, das ehemalige Kraftwerk oder auch die Casa Gouveia, ein früheres Ladenlokal. Bunte Marktstände säumen heute die Hauptstraße durch die Stadt.
Im nahen Porto Gole steht ein Denkmal für Diogo Gomes, der hier 1456 als erster Portugiese und erster Europäer in Guinea-Bissau anlandete.

## Sport
Wichtigster Sportverein im Sektor ist der Fußballklub Clube de Futebol „Os Balantas“. Seit der Unabhängigkeit des Landes 1974 konnte der Klub bereits viermal die Landesmeisterschaft Guinea-Bissaus gewinnen. Vor der Unabhängigkeit dominierte der CF Balantas die oberste Spielklasse sogar und gewann jede der zwischen 1960 und 1972 ausgetragenen Landesmeisterschaften.
Der CF Balantas empfängt seine Gäste im etwa 3.000 Zuschauer fassenden Estádio Corca Sow in Mansôa.

## Söhne und Töchter der Stadt
- Fidélis Cabral d’Almada (* 1929), Politiker
- José Câmnate na Bissign (* 1953), Bischof von Bissau